# Pontiac Deluxe
Der Pontiac Deluxe Six / Eight war ein Auto der oberen Mittelklasse, das von 1935 bis 1940 von Pontiac, einer Marke von General Motors, gebaut wurde.

## Von Jahr zu Jahr

### 1935–1936
1935 wurde wieder eine Sechszylinderbaureihe eingeführt. Neben dem Standard 701B gab es den Deluxe 701A. Beide hatten das neue „Silver-Streak-Design“ mit einem Kühlergrill aus senkrechten Chromstäben, die sich auf der Motorhaube fortsetzten. Das Angebot an Aufbauten entsprach dem Vorjahresmodell und umfasste ein Cabriolet, ein Coupé und eine Limousine mit jeweils zwei Türen und eine Limousine mit vier Türen. Die Limousinen waren ohne Kofferraum (Sedan) oder mit separatem Kofferraum (Touring-Sedan) erhältlich.
Der seitengesteuerte Reihensechszylindermotor schöpfte aus 3.409 cm³ Hubraum eine Leistung von 80 bhp (59 kW) bei 3.600 min−1. Trockenkupplung, Dreiganggetriebe mit Mittelschaltung, Kardanwelle und hydraulische Vierradbremsen gehörten zum Standard. Besonderheit beim Deluxe war die Einzelradaufhängung an der Vorderachse (im Gegensatz zur Starrachse des Standard). Er war der erste Pontiac, der mit diesem Konstruktionsdetail ausgestattet war.
1936 erschien der Deluxe Six in überarbeiteter Form als Serie 6BA. Der „Silver Streak“ – Kühlergrill war schmäler geworden und die Scheinwerfer saßen anstatt auf den vorderen Kotflügeln an den Seiten der Motorhaube. Die Motorleistung hatte um 1 bhp zugelegt.
Parallel dazu wurde ein Deluxe Eight Serie 8BA als Nachfolger des Improved angeboten. Bei einem Fahrgestell mit um 4 5/8″ längerem Radstand übernahm er die Technik und den Stil des 6BA. Der neue seitengesteuerte Reihenachtzylindermotor schöpfte aus 3.807 cm³ Hubraum eine Leistung von 87 bhp (64 kW) bei 3.800 min−1.
In diesen beiden Jahren entstanden 118.827 Deluxe.

### 1937–1940

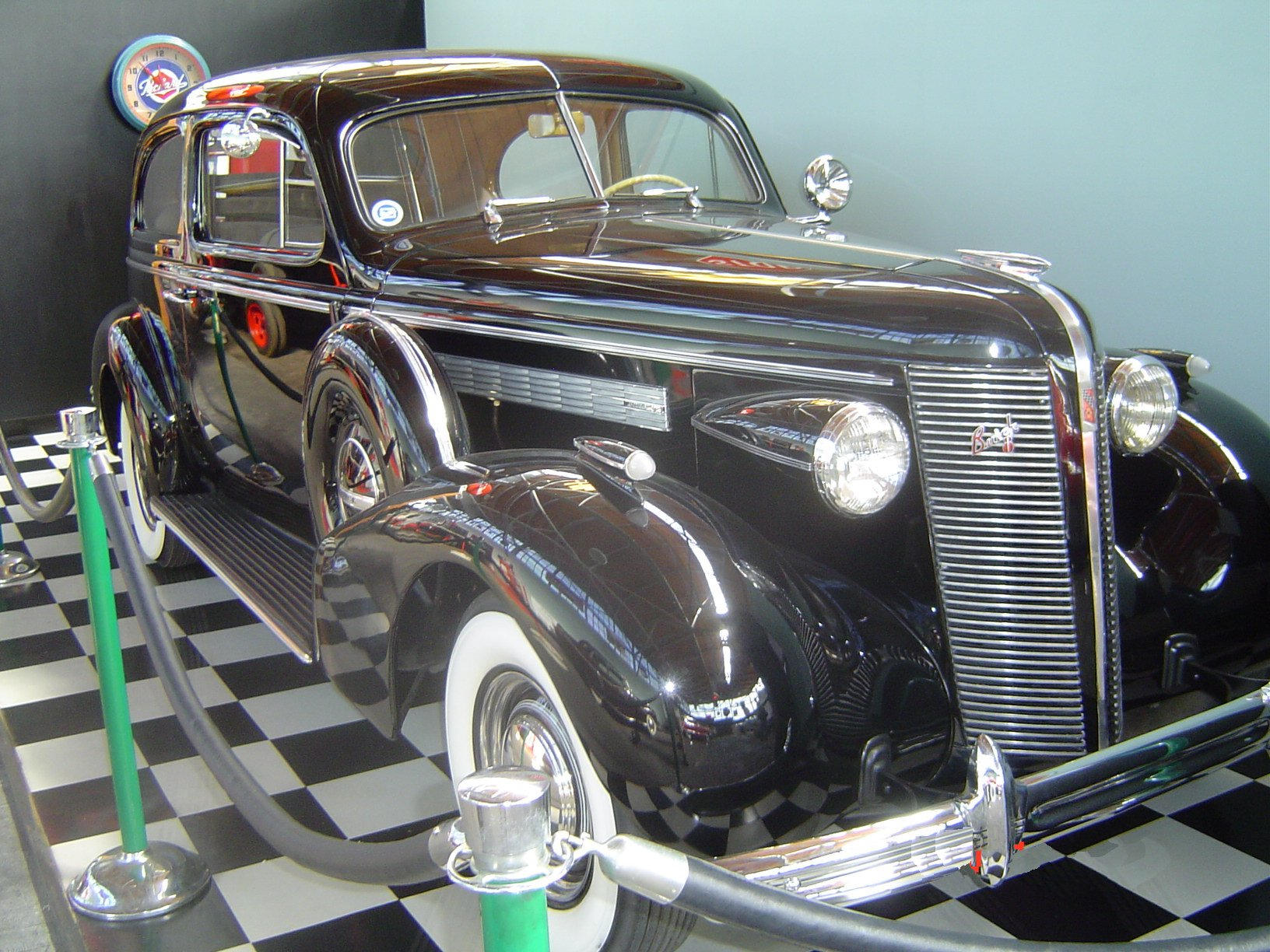
Pontiac Deluxe Eight Serie 28 (1938)

1937 wurden beide Serien erneut komplett überarbeitet. Die Fahrzeuge wurden länger und schwerer und erhielten zusätzlich zum „Silver Streak“-Design des Vorjahres einen seitlich durch 8 Felder waagerechter Chromstäbe erweiterten Kühlergrill. Die Scheinwerfer saßen wieder auf den vorderen Kotflügeln. Zu den aus den Vorjahren bekannten Aufbauten kamen ein viertüriges Cabriolet mit fünf Sitzen und – nur für den Sechszylinder – ein fünftüriger Kombi mit sieben Sitzen. Die beiden Serien wurden in 26 (Sechszylinder) und 28 (Achtzylinder) umbenannt. Nach Einstellung des Master war der Deluxe die einzige Pontiac-Modellreihe.
Dazu gab es aufgebohrte Motoren. Der Sechszylinder hatte 3.649 cm³ Hubraum und leistete 85 bhp (62,5 kW) bei 3.520 min−1, der Achtzylinder bot volle 100 bhp (74 kW) bei 3.800 min−1 aus 4.079 cm³ Hubraum.
Das Modelljahr 1938 brachte kaum Änderungen. Nur der Kühlergrill erhielt ein Muster aus waagerechten Chromstäben.
1939 wurde für den Deluxe die neue GM-A-Plattform eingeführt. Die Wagen wurden dadurch bei gleichbleibendem Radstand flacher und länger. Der erneut geänderte Kühlergrill hatte neben dem Silver Streak noch vier Felder mit senkrechten Chromstäben und feinmaschigem Netz (vgl. Foto). Auch das Angebot der Aufbauten schrumpfte deutlich: Es gab nur noch ein zweitüriges Cabriolet, ein zweitüriges Coupé mit drei oder fünf Sitzplätzen und den Touring-Sedan (Limousine mit Kofferraum) mit 2 oder 4 Türen und sechs Sitzplätzen. Anstatt mit Mittelschaltung waren die Wagen nun mit Lenkradschaltung ausgestattet. Neben dem Deluxe gab es in diesem Jahr das Einsteigermodell Quality 115 mit dem Motor des Deluxe Six.
1940 brachte ein nochmals geändertes Design mit Alligatorhaube und Scheinwerfern integriert in die vorderen Kotflügel. Der Sechszylindermotor legte bei gleichbleibendem Hubraum an Leistung zu und lieferte jetzt – wie der Achtzylinder – 100 bhp (74 kW) bei 3.700 min−1. Als neue Modellreihe wurde in diesem Jahr das Stromlinienmodell Torpedo eingeführt,  das im Folgejahr den Deluxe beerben sollte.
In vier Jahren entstanden weitere 578.502 Deluxe.

## Quelle
- Beverly R. Kimes, Henry A. Clark: Standard Catalog of American Cars 1805–1942. Krause Publications, Iola 1985, ISBN 0-87341-045-9.

Im Zeitraum von 1942 bis 1946 gab es aufgrund des Zweiten Weltkrieges nur eine eingeschränkte zivile Fahrzeugproduktion.